# Kakko (instrument)
Le kakko (羯鼓 ou 鞨鼓) est un tambour japonais d'origine sino-indienne à deux têtes. Les différences entre le kakko et le tambour de taiko résident dans leur mode de fabrication.

## Historique
Ce tambour fut introduit au Japon depuis la Chine au VIIe siècle. Il est joué par un musicien agenouillé, qui le frappe avec deux bâtons minces. Il sert à définir le rythme du togaku (musique de la première dynastie Tang). Le kakko est utilisé dans la musique de théâtre nō et kabuki, mais aussi dans le min'yō (民謡), musique folklorique japonaise. Il est souvent joué avec son grand homologue, l'ōtsuzumi (大鼓, litt. « grand tsuzumi »), aussi appelé ōkawa (大革?, litt. « grande peau »), qui est un tambour japonais en forme de sablier. Il s'agit d'une version plus grande du tsuzumi, ou kotsuzumi, un tambour japonais d'origine sino-indienne.

## Description
Le kakko (ou 鞨鼓) est un tambour à membrane à double tête d'une profondeur de 26,7 cm. Comme le shime-daiko dérivé d'un mot plus grand tsukeshime-daiko (締め, court), et le tsuzumi, la peau des têtes est d'abord étirée sur des cerceaux en métal avant d'être placée sur le corps, en les attachant les unes aux autres et en les resserrant[pas clair]. Les tambours kakko sont généralement posés de chaque côté sur des supports afin de pouvoir être joués avec des bâtons appelés bachi sur les deux têtes. Le joueur doit s'assurer que la peau des têtes du tambour restent aussi resserrées que possible. Elles sont très coûteuses, ce qui nécessite une attention particulière et des soins fréquents pour préserver leur bonne qualité sonore.

## Utilisation
Les tambours kakko ont été utilisés dans des ensembles de taiko, mais ils sont également utilisés dans la musique de cour japonaise plus ancienne appelée gagaku. Le kakko est dérivé du jiegu chinois, un tambour populaire pendant la dynastie Tang, tout comme le galgo coréen. Comme le shime-daiko, il est utilisé dans divers ensembles de musique japonaise, du nagauta (唄), auhayashi (囃子), taiko (鼓), dans la musique folklorique et dans des ensembles de min'yō (謡).